# 彈性工時
彈性工時（英語：Flextime、Flexible working hours），是彈性利用正常工作時間的概念，為一種可變動性工作時間表，有別於需要員工朝九晚五的制式化傳統工作時間。在彈性工時下，一天中有一個核心時段（大約是總工時／工作日中的百分之五十）要求員工一定要在其工作崗位上，在雇主或主管所期望的每日總工時不變之基礎下，員工可以選擇何時上下班，依其需求彈性調整（提早或延後）其工作時間，但須完成必要之工作。

## 起源
彈性工時制度起源於最早出現於西德，1950年代至1960年代處於經濟奇蹟時期，德國經濟學家因此提出彈性工時制，其目的是為了使家庭主婦投入職場，消除勞工短缺問題，為了吸引婦女投身經濟社會，Christel Kaemerer建議企業允許員工在不影響工作情況下，自由選擇符合自己的工作時間，使婦女能兼顧家庭事務與工作。此外，也幫助員工避免因交通尖峰時段而造成的遲到問題。

## 彈性工時之分類
彈性工作時間則顧名思義是員工自由選擇上下班時間，但仍需要達到規定之每日工作時間。使用彈性工時制的企業，其員工每日工作時間可分為三部分：上班彈性工作時間、核心工作時間、下班彈性工作時間。而核心工作時段是指每日有固定某幾個小時所有員工皆必須在工作單位場所上班的時間。
可將核心時間分成三類：
1. 一段核心時間制：上下班時間採彈性設計，但中間是固定之核心時間。
2. 二段核心時間制：核心時間分成前後兩段，彈性時間除了上下班時間外， 亦增加兩段核心時間中間的彈性時段。
3. 無核心時間制：沒有任何上下班時間之限制，只要能完成每日之工作內容即可。

## 台灣彈性工時之應用
彈性工時並非正式的中華民國法律用語，但多被用來指稱《勞動基準法》第三十條第二、第三項及第三十條之一中正常工時的彈性制度，但觀念偏向變形工時。由於國內學界對於彈性工時概念未有統一解釋，因此常將彈性工時與變形工時相互混淆。雖然變形工時不等於彈性工時，但變形工時與彈性工時皆隸屬於彈性化工時。
變形工時和彈性工時的差異

### 形式的差異
變形工時是勞工在一定期間內在總工作時間不變的基礎下，雇主可以因業務或其他因素，將勞工在這段期間內的某幾日工時分配至其他工作日，然而在這一定時數內的工時視為正常工時，雇主不需特別發給加班費。而彈性工時則是雖然每天工作時仍舊固定，但是大家不會同時上下班，且在一定範圍內勞工可以自行決定何時上班、下班，目前較常見的是勞工可自行決定在早上八點至九點間打卡，然後工作滿八小時後即可下班。

### 法律規範的差異
兩者雖然都是在彈性地運用工作時間，對勞工之利害卻有天壤之別。
變形工時對老闆有百利而無一害，勞工卻要長時間工作並損失加班費，所以法律對此有明確的規定，以免雇主過度壓榨勞工。而彈性工時對勞工則有利無害，因為每天上班時間並未增加，而勞工可依自己需要在雇主同意下自行調整上下班時間，當然是有利無害。所以，現行法中對彈性工時制並無任何規定，其實也無須規定。以下就只針對變形工時的相關規定作簡介。台灣正常工時定義，根據勞動基準法第三十條第一項規定，勞工正常工作時間，每日不得超過八小時，每週不得超過四十小時。
- 2週彈性工時：根據勞動基準法第三十條第二項規定，需先經過工會／勞資會議同意，勞工可以將兩周內兩個工作日的正常工作時間分配於其他工作日。分配的工作時數到其他工作日不可超過兩個小時，也就是每日正常工時不得超過十小時，且每週正常工作時間不可超過四十八小時。
- 4週彈性工時：根據勞動基準法第三十條之一第一項規定，需先經過工會／勞資會議同意，勞工每日正常工作時間不可超過十小時且加總延長工作時間不可超過十二小時。此外，每二週內至少應有二日例假，每四週內之例假及休息日至少應有八日。
- 8週彈性工時：根據勞動基準法第三十條第三項規定，需先經過工會／勞資會議同意，勞工可以自行分配八週內的正常工時，值得注意的是每日總工作時間不可超過八小時，且每週總工作時間不可超過四十八小時。

## 彈性工時之優缺點

### 優點
- 可減少員工曠職與遲到率。
- 讓員工將其工時配合大眾交通工具時間，以避開尖峰時段交通堵塞的情況，不需要有遲到的心理壓力。
- 由於自行選擇工作時段，可使員工對自己的工作更有責任感。
- 員工間可以透過協調上下班時間，進而建立團隊精神。
- 可提高員工生產力與工作效率。由於員工自行調整精神狀況最佳的時間工作，因此員工生產力高，也提升了員工工作效率。
- 員工可依據自己的生活節奏工作，因此可降低工作心理壓力，藉以促進員工身心健康，增加工作滿足感。
- 辦公室值班時間延長，企業形象增加。
- 有利員工處理家庭事務，達成工作與家庭生活的平衡。

### 缺點
- 員工在早到或晚退的工作時段裡績效低落。（例如：無人監督而怠惰或找不到工作夥伴而無法使工作繼續進行）
- 上下班彈性工作時間，主管管理員工困難，增加管理者工作負擔。
- 無法適用於所有的工作，具有特殊技能或專業知識的員工可能不適用彈性工時。例如：醫療行業，倘若此類員工在正常工作時間不在工作崗位，可能造成問題難以解決。
- 如果沒有妥善分配工作與生活，反而容易陷入工作枷鎖。
- 當有工作需要時，可能找不到最適當的人選。

## 外部連結
- 變形工時與彈性工時
- 彈性工時更符人性 （页面存档备份，存于）
- 迎接彈性工作，朝九晚六已過時？ （页面存档备份，存于）
- 彈性上班時間，是好是壞？ （页面存档备份，存于）
- Advisory Conciliation and Arbitration Service (2006) ‘Flexible working hours’
- Flexi time articles and links （页面存档备份，存于）
- The Value of Flextime （页面存档备份，存于）
- Reconciling labour flexibility with social cohesion — Facing the challenge （页面存档备份，存于）